# Karl Broch
Karl Reinhard Broch (ur. 27 stycznia 1904 w Solingen, zm. ?) – zbrodniarz nazistowski, członek załogi niemieckiego obozu koncentracyjnego Auschwitz-Birkenau i SS-Unterscharführer. 
Z zawodu urzędnik i inspektor rachunkowy. W czasie II wojny światowej pełnił służbę w Auschwitz jako członek obozowego gestapo. Brał udział w egzekucjach, które miały miejsce w bloku 11 (bloku śmierci). W latach sześćdziesiątych prowadziła przeciwko niemu śledztwo zachodnioniemiecka prokuratura we Frankfurcie nad Menem. Postawiono mu zarzut udziału w "opróżnianiu bunkra" w bloku 11 obozu głównego Auschwitz. Śledztwo jednak z braku wystarczających dowodów umorzono. 